# ЭТ2А
ЭТ2А (Электропоезд Торжокский 2-й тип, Асинхронный привод, заводское обозначение 62-4160А) — экспериментальный пригородный электропоезд постоянного тока с асинхронными тяговыми электродвигателями.
Разработка электропоезда велась по заданию РАО «Высокоскоростные магистрали», согласованному с Министерством путей сообщения, с 1994 года. Состав был построен в 1999 году на Торжокском вагоностроительном заводе в единичном экземпляре в композиции двух головных и двух моторных вагонов и проходил испытания до 2002 года. Характерной особенностью электропоезда являлись более высокие, по сравнению с аналогами, технические характеристики, бо́льшая экономичность энергопотребления и возможность эксплуатации в составе с вагонами серийных электропоездов того времени. Электропоезд не прошёл сертификационных испытаний и не был введён в эксплуатацию.

## История создания

### Разработка
Разработка асинхронного тягового двигателя была выбрана в качестве приоритетного направления развития оборудования подвижного состава вследствие ряда причин: как эксплуатационных (уменьшение потерь энергии на низких скоростях, улучшение тяговых характеристик на высоких скоростях, обеспечение надёжной рекуперации электроэнергии на всём диапазоне скоростей, снижение трудовых затрат на обслуживание тяговых двигателей), так и производственных (уменьшение материалоёмкости и трудоёмкости изготовления подвижного состава и, как следствие, себестоимости производства на 25…30 % по сравнению с аналогами, оборудованными коллекторными двигателями) преимуществ.
Разработка тяговых асинхронных электродвигателей велась по заданию РАО «ВСМ», согласованному с МПС, с 1994 года в Центральном конструкторском бюро транспортного машиностроения (Тверь) и ОАО «Сила» (Санкт-Петербург). Разработка асинхронного тягового привода велась специально созданной в РАО «ВСМ» лабораторией под руководством к. т. н. С. Н. Васильева. Создание пригородного электропоезда ЭТ2А, наряду с созданием высокоскоростного электропоезда Сокол-250, являлось приоритетным направлением деятельности РАО «Высокоскоростные магистрали» в части разработки перспективного подвижного состава.

### Макетирование
Испытания нового оборудования проводились на специально созданных макетах. Испытания тиристорного преобразователя осуществлялись на созданном на территории АО «Сила» экспериментальном стенде, затем — на переоборудованном в моторвагонном депо Санкт-Петербург — Балтийский макетном поезде, сформированном из двух новых головных вагонов ЭТ2, моторного вагона ЭР2Т и моторного вагона ЭР2-06, восстановленного после пожара. В поезде были установлены также: входной фильтр, широтно-импульсный прерыватель, два автономных инвертора тока, дроссели инверторов, четыре асинхронных тяговых двигателя, шкаф системы управления и её блоки питания; быстродействующий выключатель и линейные контакторы использовались от серийного поезда. С целью упростить доступ к оборудованию последнее было размещено в салоне моторного вагона, где была установлена система принудительного воздушного охлаждения.
Испытания макетного электропоезда происходили на участке Санкт-Петербург — Луга с 1996 по 1999 год. В ходе исследований отрабатывались алгоритмы работы преобразователей, изучалась правильность выбранных технических решений. Первоначально исследования велись в направлении применения шестифазных тяговых двигателей и соответствующих инверторов. Был изготовлен соответствующий комплект двигателей, однако по результатам исследований в 1996 году с целью упрощения конструкции преобразователя было принято решение о переходе на трёхфазный вариант. Конструкция и параметры преобразователей также были изменены несколько раз. В течение 1997—1998 годов были отработаны методы защиты и управления тягового двигателя, а также изучены электромагнитные и тепловые процессы в силовых преобразователях. Непереоборудованный моторный вагон использовался в качестве резервного на случай неисправности макетного. Пробег поезда в ходе испытаний составил более 70 000 км.

### Испытания
После успешных испытаний макетного поезда Торжокский вагоностроительный завод приступил к изготовлению опытного электропоезда ЭТ2А. Основой при создании электропоезда ЭТ2А послужила конструкция электропоезда ЭТ2, выпускаемого заводом с 1993 года. Опытный образец электропоезда (ЭТ2А-001)  был представлен руководству МПС 28 июля 1999 года. Полностью работы по ЭТ2А-001 были завершены в сентябре того же года. Состав поезда включал два прицепных головных (Пг) и два моторных промежуточных (Мп) вагона.
В октябре 1999 года после проведения наладочных работ начался опытный пробег 5000 км без пассажиров на участке Санкт-Петербург-Балтийский — Луга. В период с июня 1999 года по июнь 2002 года электропоезд ЭТ2А-001 совершил пробег свыше 110 000 км на участках Санкт-Петербург-Балтийский — Ораниенбаум, Санкт-Петербург-Балтийский — Луга. После его окончания электропоезд был отправлен на экспериментальное кольцо ВНИИЖТ для проведения приёмочных испытаний. Планировалось, что серийное производство нового электропоезда начнётся в 2002 году, а в III квартале 2002 года он поступит в эксплуатацию на Октябрьскую железную дорогу и заменит серию ЭТ2; однако электропоезд не был введён в эксплуатацию, так как в ходе приёмочных испытаний к электрооборудованию и приводам был предъявлен ряд замечаний (в том числе зафиксированы многочисленные случаи выхода из строя тиристоров и диодов автономных инверторов тока), не позволявших рекомендовать их к серийному внедрению.
Новые технические решения по ЭТ2А частично были применены в конструкции электропоездов ЭТ2М. После испытаний электропоезд был разоборудован.

## Общие сведения
Электропоезд не был допущен к эксплуатации с пассажирами и остался в единственном экземпляре. В дальнейшем головной вагон электропоезда использовался как лаборатория на Экспериментальном кольце ВНИИЖТ совместно с экспериментальными вагонами электропоезда ЭТ4Э, затем был отправлен на завод-изготовитель. По состоянию на 2015 год один из головных вагонов находился на база запаса Торжок.

### Составность
Для ЭТ2А по проекту в качестве основной указана десятивагонная составность 2Гп+5Мп+3Пп; при этом составы могли компоноваться из нечётного числа вагонов (то есть в общем случае из учётных секций М+П и/или М+2П). ЭТ2А-001 был построен в четырёхвагонной составности (2Гп+2Мп).

### Нумерация и маркировка

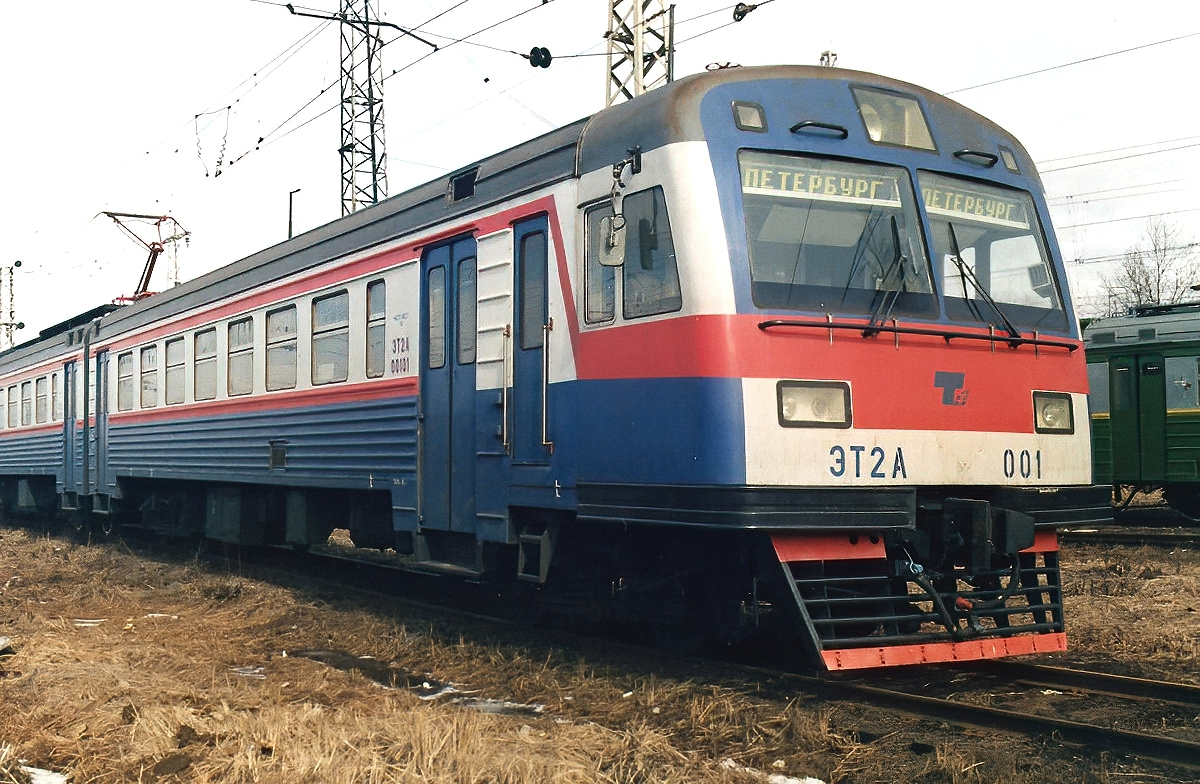
ЭТ2А-001. Вагон ЭТ2А-00101 (Пг) с маркировкой для состава и вагона

Система нумерации составов и вагонов ЭТ2А в целом соответствует советской, принятой для электропоездов РВЗ, а также серийных электропоездов ТорВЗ (ЭТ2). Единственный состав ЭТ2А получил номер трёхзначного написания (001). Маркировка на лобовой части головных вагонов выполнена в формате ЭТ2А 001 (без указания номера вагона). Маркировка на заводе выполнена на нижней части лобовой стенки кабины, несколько выше автосцепки; тип поезда  нанесён слева, а номер — справа от автосцепки. Каждый вагон состава получил свой номер в пятизначном формате, где первые три цифры — номер состава, последние две — номер вагона по комплекту. Маркировка с номерами вагонов выполнена на уровне окон по краям бортов вагонов и отличается добавлением двух цифр в конец того же формата. При этом моторные вагоны получили чётные номера 02 и 04, головные — нечётные 01 и 09 (например, ЭТ2А-00109 — головной вагон; ЭТ2А-00104 — моторный вагон и т. п.). Маркировка с этими номерами наносится в две строки без дефиса (в первой строке название, во второй — пятизначный номер).

### Технические характеристики
Расчётные параметры для десятивагонного электропоезда ЭТ2А (композиция 2Пг+5Мп+3Пп):
- масса тары:
  - поезда — 529,0 т;
  - вагона Пг — 45,0 т;
  - вагона Мп — 62,3 т;
  - вагона Пп — 42,5 т;
- число сидячих мест:
  - в поезде — 968;
  - в вагоне Пг — 74;
  - в вагоне Мп — 104;
  - в вагоне Пп — 100;
- тяговые характеристики:
  - общая часовая мощность ТЭД — 7600 кВт;
  - касательная сила тяги на ободах движущих колёс — до 29,1 кгс;
  - скорость:
    - конструкционная — 130 км/ч;
    - максимальная — 120 км/ч;

  - среднее ускорение при пуске (до 60 км/ч) — 0,8 м/с²;
  - среднее замедление при торможении (с 80 км/ч) — 0,7 м/с².

Практические параметры четырёхвагонного поезда (композиция Пг+2Мп+Пг):
- масса тары[13]:
  - поезда — 514,8 т;
  - вагона Пг — 43,9 т;
  - вагона Мп — 61,1 т;
  - вагона Пп — 40,5 т;
- число сидячих мест — 356[12];
- общая часовая мощность ТЭД — 3040 кВт[12];
- техническая скорость — не менее 72 км/ч[12].

## Конструкция

### Электрооборудование

#### Устройство
Тяговые электродвигатели (ТЭД), установленные на электропоезде, — трёхфазные асинхронные типа ДТА-380-6УХЛ1 (часовая мощность 380 кВт, длительная мощность 350 кВт). Подвешивание ТЭД — опорно-рамное. Номинальное напряжение на обмотках двигателя — 1150 В. Масса двигателя составляет не более 1500 кг. Система питания тягового двигателя выполнена на основе автономных инверторов тока. В качестве входных преобразователей используются импульсные тиристорные прерыватели. Входные и выходные полупроводниковые преобразователи собраны на трёхэлектродных однооперационных тиристорах и содержат устройства принудительной конденсаторной коммутации. Силовые преобразователи контролируются при помощи микропроцессорной системы управления на основе микроконтроллера производства Siemens.
Тяговое электрооборудование электропоезда включает входной фильтр, входной широтно-импульсный преобразователь, тиристорные ограничители напряжения, автономные инверторы тока (АИТ), а также аппараты защиты и коммутационное оборудование. Тяговые двигатели каждой тележки соединены попарно параллельно и питаются от своего автономного инвертора тока. Инверторы каждой тележки соединены последовательно и через сглаживающие дроссели подключены к входному преобразователю. Электрооборудование для поезда было разработано в ЦНИИ ТЭП. Производителем тягового электрооборудования выступило ОАО «Сила», производителем вспомогательного электрооборудования выступил Рижский электромашиностроительный завод. На электропоезд для вспомогательного оборудования установлен вращающийся преобразователь типа 1ПВ.005.
На электропоезде установлены асимметричные токоприёмники (полупантографы) и быстродействующие выключатели производства фирмы Sécheron (Швейцария). При этом впервые на российском подвижном составе применён электрический привод токоприёмников.
Микропроцессорная система управления тяговым приводом, применённая на электропоезде, позволяет контролировать все параметры работы электрооборудования. Система управления поездом разработана в КБ Импульс (Санкт-Петербург). Микропроцессорное оборудование на поездном уровне обеспечивает работу информационной системы, а также передачу сигналов управления, диагностических сообщений, объявлений по поездному радио. Также поезд оборудован аппаратурой обнаружения возгорания и пожаротушения.

#### Работа в режиме тяги
После поднятия токоприёмника энергия из контактной сети поступает на линию высокого напряжения, находящуюся на крыше вагона; затем, через фильтр защиты от радиопомех и главный разъединитель — на быстродействующий выключатель. Для предохранения силовых цепей от атмосферных и коммутационных перенапряжений в схему включены разрядники. Для устранения перенапряжений, возникающих при отключении быстродействующего выключателя, в цепи используется разгрузочный диод, создающий контур сброса энергии, накопленной реактором входного фильтра. При превышении величины входного тока сверх допустимой (измеряется специальным датчиком) электропневматический контактор выполняет отключение силовой схемы от контактной сети. Контакторы шунтированы резисторами, обеспечивающими предварительный заряд конденсаторов входного фильтра после восстановления быстродействующего выключателя. Силовая схема заземляется при помощи соответствующего устройства на рельсовую цепь.
Каждый АИТ питает два тяговых двигателя, соединённых попарно параллельно; для снижения пульсаций входного тока каждого инвертора предусмотрены сглаживающие фильтры. АИТ распределяют ток по фазам тяговых двигателей с частотой, вычисляемой микропроцессорной системой управления по сигналам датчиков частоты вращения ротора и напряжения на обмотках статоров. В диапазоне скорости электропоезда 0…60 км/ч система управления реализует постоянство вращающего момента; при этом напряжение, подаваемое на обмотки статоров, увеличивается прямо пропорционально скорости движения. При скоростях движения свыше 60 км/ч система управления реализует постоянство мощности на валу тягового двигателя, для чего напряжение на обмотках статоров поддерживается постоянным, а абсолютное скольжение увеличивается прямо пропорционально скорости движения.

#### Работа в режиме торможения
В режиме электродинамического торможения, для намагничивания тяговых двигателей, двигатель забирает энергию из контактной сети, а на роторе создаётся отрицательное скольжение магнитного поля. Когда магнитное поле усилится настолько, что двигатель сможет отдавать энергию в контактную сеть, начинается рекуперативное торможение. В начальном режиме электродинамического торможения, необходимом для намагничивания тяговых двигателей, двигатель забирает энергию из контактной сети. Микропроцессорной системой управления создаётся отрицательное скольжение магнитного поля на роторе ТЭД (частота вращения ротора ТЭД выше частоты переключения тиристоров АИТ). Тяговые электродвигатели начинают работать в генераторном режиме, вырабатывая трёхфазный ток, снимаемый с обмоток статоров и преобразуемый АИТ в выпрямленный. После начала генерации энергии ТЭД микропроцессорная система управления реализует коммутацию тиристора, что создаёт условия для отпирания тормозных диодов. Время входа в рекуперацию до начала генерации тока ТЭД составляет 0,8…1,9 с в зависимости от скорости в начале торможения. Схема обеспечивает отдачу энергии в сеть вплоть до скорости 15 км/ч. За счёт рекуперации энергии обеспечивается экономичность тягового двигателя до 30 %.

### Механическое оборудование
Тележки электропоезда произведены тихвинским заводом «Трансмаш». База тележки моторного вагона — 2600 мм, масса — 13,3 т. На тележках установлены тяговые редукторы с передаточным отношением 3,95. Диаметр бандажа обмоторенной колёсной пары по кругу катания без износа — 1050 мм. На каждую тележку моторного вагона устанавливаются два тяговых двигателя. База тележки прицепного вагона — 2400 мм, масса — 6,6 т. Диаметр бандажа необмоторенной колёсной пары по кругу катания без износа — 950 мм.
Кузова вагонов имеют конструкцию, неизменную по сравнению с кузовами вагонов ЭТ2, за исключением кабин головных вагонов. Здесь для обеспечения безопасности локомотивных бригад применена кабина машиниста из композитных материалов капсульного типа, с более гладкой лобовой стенкой. Для улучшения условий труда локомотивных бригад на электропоезде предусмотрена установка воздушного кондиционера, кресла машиниста новой конструкции, внутри кабины снижены вибрация и шум. Неизменная конструкция межвагонных переходов и совместимость цепей управления позволяли бы эксплуатировать новый электропоезд в одном составе с вагонами серийных поездов того времени (ЭТ2 и совместимых с ним).

### Комментарии
1. 1 2  Расчётное значение для состава основной композиции (2Гп+5Мп+3Пп).
2. ↑  Однооперационные тиристоры — вид тиристоров, которые можно открыть (но не закрыть) по цепи управления.